# Finn Devold
Finn Devold (Bergen, 24 de abril de 1902 - 26 de mayo de 1977) fue un explorador del Ártico, biólogo marino y meteorólogo noruego. Su padre fue el párroco Harald Ophus Devold. Finn y su hermano Hallvard Devold estaban interesados en las tierras del Ártico y en la expansión de la soberanía de Noruega por toda Groenlandia.

## Biografía
Finn viajó por primera vez al Ártico en 1923, interrumpiendo sus estudios científicos en Noruega. Junto con su hermano Hallvard, trabajó en la estación meteorológica de Kvadehuken en Svalbard, creada en 1920 por el Instituto Geofísico de Tromsø. Allí, participó en una operación de rescate de dos aviadores ingleses cuyo avión se había estrellado en las cercanías. En octubre de 1924, las instalaciones de Kvadehuken cerraron por razones financieras y, menos de dos años después, su hermano y él se trasladaron a la estación meteorológica de Jan Mayen. En 1927, Finn midió la elevación del Beerenberg, el volcán que supone el punto más alto de la isla. Tras abandonar Jan Mayen en 1928, Finn viajó al noreste de Groenlandia con su hermano, que era uno de los líderes del «caso de Groenlandia» (Grønlandssaken). Este era un movimiento que pretendía poner bajo soberanía noruega grandes partes del este de Groenlandia. Durante ese tiempo (1927-28) se convirtió en asistente de Fridtjof Nansen.

### Reclamaciones noruegas en el este de Groenlandia

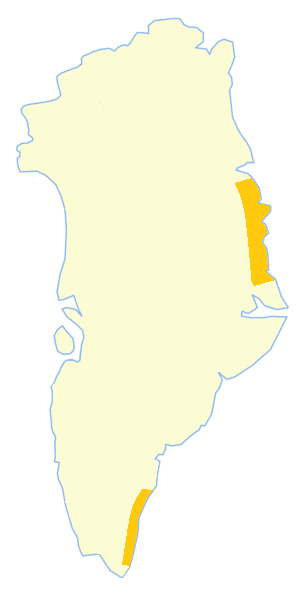
Territorios de Groenlandia reclamados por Noruega hasta la resolución de 1933. Finn Devold lideró las proclamaciones desde Finnsbu.

En 1931-33, Finn desempeñó un papel importante en el movimiento noruego de reclamación de territorios groenlandeses dirigido desde la estación de radio de Myggbukta, en la que su hermano lideró expediciones que se emprendieron con la estación como base. En 1932, ya se habían construido unas 80 cabañas de las que se encargaban algunos cazadores y pescadores noruegos. Las cabañas estaban situadas en diferentes zonas al este de Groenlandia, como en la remota costa del rey Federico VI o la estación de radio Storfjord en el fiordo de Kangerlussuaq, entre otras. Finn Devold dirigió las operaciones en el sureste de Groenlandia, donde fundó la estación de radio Finnsbu.
El 12 de julio de 1932, la bandera noruega se izó en Myggbukta en la reclamación de la zona nororiental de Noruega, donde nombraron gobernador a  Helge Ingstad. Al mismo tiempo, se pidió a Finn Devold que izara formalmente la bandera en Finnsbu, en el sureste de Groenlandia. Dinamarca protestó y llevó el caso ante la Corte Permanente de Justicia Internacional en La Haya. Tras la resolución de 1933 de la corte que otorgaba Groenlandia al gobierno danés, Noruega abandonó sus reclamaciones en Groenlandia y la mayoría de los puestos avanzados noruegos se cerraron.
Finn dejó Groenlandia en el barco de rescate Signalhorn, que evacuó al personal de las estaciones en las áreas de Storfjord y Finnsbu y los llevó de vuelta a Noruega en agosto de 1933. Sin embargo, algunas de las estaciones, como Jonsbu en el extremo norte y Torgilsbu en el sur, continuaron operando durante algunos años bajo la jurisdicción y restricciones danesas.

### Años posteriores

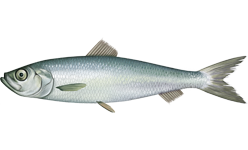
Arenque del Atlántico.

En 1936, el Instituto Noruego de Investigación Marina contrató a Finn Devold. Se apartó de la política y se concentró en sus estudios, en los que obtuvo una titulación en matemáticas y ciencia en 1940. En 1943 se dedicó a la consultoría pesquera en el instituto donde estudió. Se especializó en la industria pesquera del arenque del Atlántico y en 1950 realizó un seguimiento de las migraciones del arenque a bordo del barco “GO Sars”. Finn supervisó detenidamente los patrones migratorios del arenque del Atlántico antes de la pesca invernal de arenques. Publicó algunos de los resultados de su investigación en la prensa noruega y, con el tiempo, su obra fue mundialmente reconocida. Hacia el final de su carrera, Finn empezó a preocuparse por la pesca excesiva que había deteriorado la aparición de poblaciones de arenques en Noruega en los años 60. Aunque se jubiló en 1972, Finn Devold continuó su investigación sobre los arenques el resto de su vida hasta que murió en Bergen en 1977.

## Obras
- The North Atlantic halibut and net fishing, Bergen 1938
- Contribution to the flounder surveys (Pleuronectes platessa Lin.), Ed., UiO, 1940
- From the Crimean War to our days. Part 1 (including NP Vigeland), vol. 3 in Norway at sea, 1953
- The life history of the Atlanto-Scandian Herring, Rapp. Cons. Explor Mer, 154, Copenhagen 1963, pp. 98–108
- The formation and disappearance of a stock unit of Norwegian herring, the Directorate of Fisheries, Skr. Marine Surveys 15 No. 1, Bergen 1968

### Obras no publicadas
- El diario de Devold de su expedición en el suroeste de Groenlandia entre 1931 y 1932 sobre la fauna cercana a la estación de radio de Finnsbu se encuentra en el Instituto Polar Noruego de Tromsø.